# Air Niger
Air Niger fue una aerolínea con sede en Niamey, Níger, con operaciones entre 1966 y 1993.

## Historia
La aerolínea fue fundada en 1966 por el gobierno de Níger con el apoyo de Air France y la Union des Transports Aériens (UTA), con el objetivo de asumir los servicios de la extinta Aero Niger. Además de continuar con las operaciones de taxi aéreo y vuelos chárter de Aero Niger, la nueva aerolínea se encargó de los vuelos nacionales de Air France en Níger, así como de las rutas hacia Alto Volta, Nigeria y Chad. Air France y UTA no solo proporcionaron asistencia técnica, sino que también tenían participación financiera en la aerolínea a través de sus inversiones en SODETRAF. Asimismo, Air Afrique poseía una participación en la aerolínea. Aunque el gobierno de Níger era el principal accionista con un 94,5% de la propiedad, la aerolínea cesó sus operaciones en 1993.

## Servicios y flota
La aerolínea operaba servicios desde Niamey a las ciudades de Tahoua, Maradi, Zinder y Agadez. A finales de la década de 1960, su flota estaba compuesta por un Douglas DC-3 y un Douglas DC-4. Se hicieron planes para ampliar su red hacia Alto Volta, Chad y Nigeria. Durante la década de 1970 su flota estaba compuesta por dos DC-3, y hacia finales de la década de 1980 operaba dos Hawker Siddeley HS.748 en servicios domésticos y en viajes a Lomé, Togo.

## Flota
- Douglas C-47
- Douglas DC-3
- Douglas DC-4
- Douglas DC-6
- Fokker F27 Friendship
- Hawker Siddeley HS 748

## Accidentes e incidentes
- El 10 de junio de 1977, un Douglas C-47 matrícula 5U-AAJ fue dado de baja en un aterrizaje forzoso en Founkouey tras un fallo del motor. La aeronave se encontraba en un vuelo regular de pasajeros que había partido del aeropuerto de Tahoua. Las 21 personas a bordo sobrevivieron.[2]